# Periscyphops haasi
Periscyphops haasi är en kräftdjursart som beskrevs av Franco Ferrara och Helmut Schmalfuss 1976. Periscyphops haasi ingår i släktet Periscyphops och familjen Eubelidae. Inga underarter finns listade i Catalogue of Life.